# Oligoryzomys destructor
Oligoryzomys destructor é uma espécie de roedor da família Cricetidae.
Pode ser encontrada nos seguintes países: Bolívia, Colômbia, Equador e Peru.